# 21701 Gabemendoza
21701 Gabemendoza este un asteroid din centura principală de asteroizi.

## Descriere
21701 Gabemendoza este un asteroid din centura principală de asteroizi. A fost descoperit pe 7 septembrie 1999 la Socorro, New Mexico, în cadrul proiectului LINEAR. Asteroidul prezintă o orbită caracterizată de o semiaxă mare de 2,85 ua, o excentricitate de 0,04 și o înclinație de 3,0° în raport cu ecliptica.